# Aphodius turkestanicus
Aphodius turkestanicus là một loài bọ cánh cứng trong họ Scarabaeidae. Loài này được Heyden miêu tả khoa học năm 1881.